# 国際連合安全保障理事会決議669
国際連合安全保障理事会決議669（こくさいれんごうあんぜんほしょうりじかいけつぎ669、英: United Nations Security Council Resolution 669）は、1990年9月24日に国際連合安全保障理事会で採択された決議である。クウェート侵攻に関係する。
安保理は、決議661と国際連合憲章第50条を想起し、クウェート侵攻を受けて発動されたイラクに対する国際的な制裁に関して、第50条に基づいた支援の要請が増加しているとの認識を示した。
第50条では「安保理が制裁を発動している場合、国際連合に加盟しているか否かを問わず、制裁により経済問題に直面している国は、安保理に相談し、問題の解決策を模索する権限を持つ」とされており、ヨルダンを含む、制裁の悪影響を受けている21ヶ国は、これに基づいて要求を申請した。
安保理は、この点について、決議661に基づいて設立された委員会に対して、第50条による支援要請を審査するように求め、委員会は、加盟国に対して、制裁の悪影響を受けた国々を支援するように要請したと折り返し報告した。